# Отчуждение-2005
«Отчужде́ние-2005» — девятый студийный альбом советской и российской рок-группы «Телевизор». Представляет собой перезапись неизданного альбома «Отчуждение» 1989 года.

## Об альбоме
В 1989 году на пике своей популярности «Телевизор» приступает к записи своего третьего альбома. Творчество группы пользуется высоким спросом, и коллектив решает принять предложение московского продюсера Александра Шульгина о сотрудничестве в выпуске альбома (который носил рабочее название «Музыка для мёртвых», но в итоге был назван «Отчуждение»). Все финансовые вопросы, связанные с выпуском альбома, взял на себя Шульгин — «Отчуждение» записывался в Москве в одной из лучших по тем временам студий Кардиологического центра. После того, как альбом был записан, сотрудничество «Телевизора» и Шульгина было прекращено из-за того, что стороны не смогли согласовать условия контракта. В итоге уже записанный альбом остался у продюсера и был выпущен в 2014 году — через 25 лет после записи.

Запись осталась в собственности у одного московского продюсера. Тогда, в 1989 году, он хотел заниматься нами, оплатил студию для записи альбома в Москве, но не согласовал с нами будущий контракт, по которому мы должны были вместе работать. Он нас записал, а потом предоставил этот контракт, и в нём были пункты, которые нас не устроили. В частности, пункт о том, что продюсер сам решает, с кем и где группа выступает.
— М. Борзыкин

После этого он не отдал нам фонограмму, на что имел полное право, так как всё оплатил он.
— М. Борзыкин
На рынке имел хождение альбом «Отчуждение», представлявший собой пиратскую запись концертного исполнения песен с этого альбома. Наконец, в 2004 году Михаил Борзыкин решил перезаписать альбом, используя лишь старые тексты песен, заново сочинив музыку. Альбом записывался в 2004—2005 годах Борзыкиным в одиночку и выпущен на CD компанией звукозаписи «Никитин».

Недавно были переизданы все альбомы группы, и единственным белым пятном является альбом «Отчуждение». И этот пробел захотелось восполнить. Это долг, который нужно вернуть тому времени, тому настроению, эти песни мы играем на концертах, и люди уже давно просят нас, их записать
— М. Борзыкин
От альбома 1989 года «Отчуждение-2005» отличается практически полностью электронным звучанием (в оригинале использовались помимо синтезаторов живая гитара и живые ударные). В альбоме 2005 года представлены 11 композиций (в альбоме 1989 года было 13): были исключены три песни из альбома «Отечество иллюзий» и появилась одна новая — «Всё в порядке», в оригинальное «Отчуждение» не входившая.

## Список композиций
| №  | Песня              | Длительность |
| -- | ------------------ | ------------ |
| 1  | Отчуждение         | 4:01         |
| 2  | Холод              | 5:05         |
| 3  | Вера               | 3:20         |
| 4  | Пластмасса         | 4:14         |
| 5  | Музыка для мёртвых | 4:22         |
| 6  | Потребитель        | 3:06         |
| 7  | Дети уходят        | 3:50         |
| 8  | Три-четыре гада    | 2:49         |
| 9  | Политпесня         | 3:56         |
| 10 | Не плачь           | 4:15         |
| 11 | Всё в порядке      | 3:56         |

## В записи участвовал
- Михаил Борзыкин — автор текстов, музыки и аранжировок; вокал, клавишные, программирование, саунд-продюсер
- Сергей Сивицкий — гитара (в композициях «Вера», «Политпесня» и «Отчуждение»)

Альбом записан в домашней студии в Санкт-Петербурге в 2004—2005 годах.
- Мастеринг (2014): Евгений Гапеев